# Haplusia spinigera
Haplusia spinigera är en tvåvingeart som beskrevs av Spungis 1985. Haplusia spinigera ingår i släktet Haplusia och familjen gallmyggor.
Artens utbredningsområde är Lettland. Inga underarter finns listade i Catalogue of Life.